# Netvibes

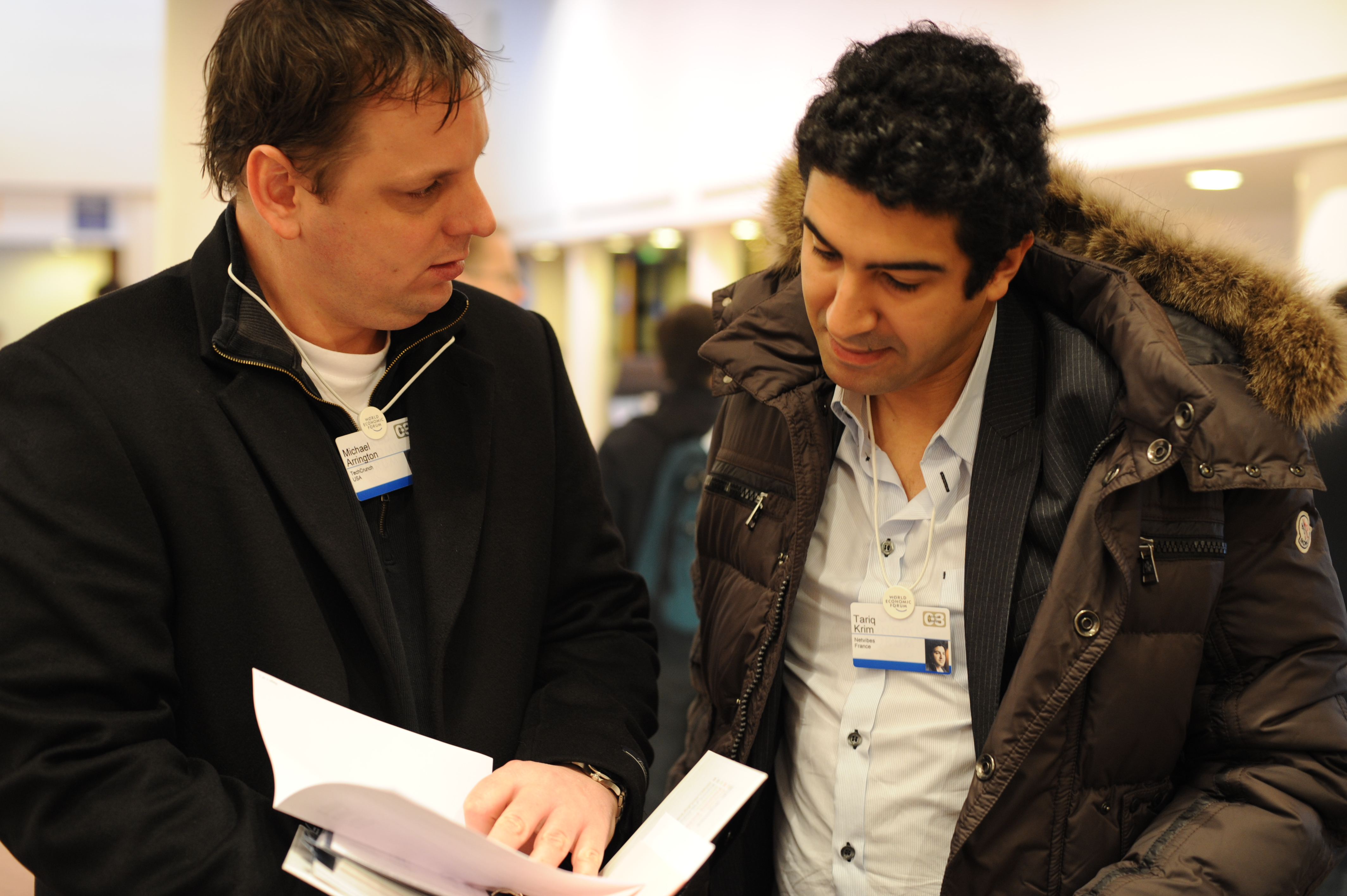
Netvibes共同創業者のタリク・クリム（右）とTechCrunch創業者のマイケル・アーリントン（写真: Robert Scoble）

Netvibes （ネットバイブズ）は、ウェブサービスであり、パーソナライズスタートページ、ウェブポータルサイト。もしくは、かつて同サービスを運営した企業（現在の運営はダッソー・システムズ）。多言語対応でAjaxベース。
類似サービスとしては、Pageflakes、My Yahoo!、Alot.com、iGoogle、Microsoft Liveなどがある。2025年6月2日にサービスが終了した。

## 概要
タブ構成になっており、各タブにはユーザー定義のモジュール群を置ける。組み込みのNetvibesモジュールとしては、RSS/Atomフィードリーダー、ローカルな天気予報、iCalをサポートしたカレンダー、ブックマーク、ノート、TODOリスト、複数の検索機能、POP3とIMAP4の電子メール、Gmail・Yahoo!メール・Hotmail・AOL Mail などのWebメール、Box.netなどのWebストレージ、delicious、Meebo、Flickrの写真、組み込みのオーディオプレーヤーをサポートするポッドキャスト、その他のモジュールがある。ページのパーソナライズには既存のテーマを使うこともできるし、自分でテーマを作ることもできる。カスタマイズしたタブ、フィード、モジュールは個人的に友人などと共有することもできるし、Netvibes Ecosystem 経由で公開することもできる。プライバシー保護のため、公開されていないコンテンツを含むモジュールは共有できないようになっている。
Netvibes Ecosystem はユーザーが投稿したモジュールやウィジェット、フィード、イベント、タブ、"universe" のコレクションである。モジュールやウィジェットは、Netvibes Universal Widget API (UWA) を使って構築する。"universe" とは一般公開されたカスタマイズ済みのページである。

## Netvibes社
Netvibes社は、タリク・クリム (Tariq Krim) とフローラン・フレモン (Florent Frémont) が2005年に創業し、フランスのパリに本拠を構え、前述のインターネットサービスの運営を中心に活動した。
2012年にダッソー・システムズ社に買収され、提供するサービスを同社が運営している。2025年6月2日にサービスが終了した。